# Ippei Kokuryo
Ippei Kokuryo (født 31. juli 1993) er en japansk fodboldspiller, som spiller for den japanske fodboldklub AC Nagano Parceiro.